# Langesø (Nordborg)
 For alternative betydninger, se Langesø. (Se også artikler, som begynder med Langesø)
Langesø er en del af det sammenhængende byområde fra Nordborg til Havnbjerg på Als. Langesø ligger mellem sydsiden af Nordborg Sø og landevejen.
Området kaldtes tidligere for Søby, men dette bynavn er flertydigt, så da området blev udbygget i midten af 1950'erne blev der udskrevet en konkurrence som et nyt navn, og "Langesø" blev valgt.
Byen udvikledes sig en del i anden halvdel af 1950'erne og første del af 1960'erne. Der blev oprettet tennisklub, en afdeling af spejderbevægelsen, samt revy.
Den voldsomme ekspansion på Danfoss, gav et øget behov for boliger på Nordals. Langesø fik også en skole og en række butikker. Skolen er dog siden nedlagt og ombygget til ældreboliger.
Syd for landevejen ligger Nordborg Golfklubs 18-hullers bane. I den vestlige ende af Langesø ligger Nordborg Tennisklubs baner. 
Nord/Als Boldklub(NB), deres "stadion" ligger også I Langesø. Stadionet hedder "Langesø Stadion"
55°3′N 9°46′Ø / 55.050°N 9.767°Ø